# Tosjön (Bo socken, Närke)
Tosjön är en sjö i Hallsbergs kommun i Närke och ingår i Motala ströms huvudavrinningsområde.